# 앨런 조이스 (1966년)
앨런 조이스(영어: Alan Joyce, 1966년 6월 30일 ~ )는 오스트레일리아의 기업인으로 현재 콴타스 항공의 최고경영자로 이 밖에도 오스트레일리아 원주민 교육 재단의 대사를 지내고 있다.

## 이른 생활과 교육
앨런 조이스는 아일랜드에서 네 명의 형제 중 막내로 태어났으며, 출생 당시 더블린의 교외 지역인 탈라트에서 성장했다. 그의 어머니는 청소부였고 조이스의 아버지는 담배 공장에서 일했다. 한편 조이스와 함께 그의 삼형제는 대학교에 진학하게 되었다.
한편 앨런 조이스는 더블린 공과대학교와 트리니티 대학교에 다녔다. 그는 응용 과학(물리 및 수학)에서 학사 학위와 경영 과학 석사 학위를 받고, 우등생으로 졸업했다. 그는 왕립 항공학회의 연구원으로 알려져 있다.

## 직업
앨런 조이스는 아일랜드의 국영 항공사인 에어링구스에 취직해 8년 동안 근무를 했다. 그는 다양한 직종의 범위를 넓히면서 판매, 마케팅, 정보 기술, 네트워크 계획, 운영 연구, 수익성 관리, 기종 구입 업무를 수행했다.
1996년 앨런 조이스는 에어링구스를 그만두고 2001년에 파산된 안셋 오스트레일리아 항공에 취직했다.
2000년에 최초로 콴타스 항공의 최고 경영자가 되었다. 그는 안셋 오스트레일리아 항공과 콴타스 항공에서 네트워크 계획, 일정 계획, 네트워크 전략 기능을 수행했다. 2003년 10월 앨런 조이스는 콴타스 항공의 자회사이자 오스트레일리아의 저가 항공사인 제트스타 항공 최고 경영자로 임명이 되었다.
2008년 11월 앨런 조이스는 콴타스 항공의 최고 경영자로 다시 임명이 되었다. 그는 전에 소속된 오렌지 스타 투자 홀딩스 코리아 리미티드의 이사를 지냈다 (싱가포르의 보유 자산을 토대로 제트스타 아시아 항공과 발루 에어)와 제트스타 퍼시픽 항공 에이비에이션 조인트 스토크 컴파니 (베트남 소속 항공사).
2011년 10월 29일, 콴타스 항공에서 구조 조정 발표가 되면서 콴타스 항공 노조와 분쟁이 일어나게 되었다. 그는 콴타스 항공의 전 기종을 기반을 두었다.
2011년 오스트레일리아의 주간지인 디 오스트레일리안에서 앨런 조이스가 오스트레일리아에서 가장 영향력이 있는 인물로 꼽혔다. 그러나 2011년에 콴타스 항공의 기종 논란과 관련해 여론 조사에서 부정적인 응답이 나왔다. 2011년 앨런 조이스의 재산이 2009년 10월 기준으로 2,920,000달러에서 5,010,000달러로 71%나 올랐고, 향후 콴타스 항공의 인센티브 계획에 따라 170만 달러의 주식을 부여했다. 그의 보고서에서 보수적인 급여를 언급하면서 오스트레일리아와 국제 파일럿 협회 (AIPA)에서 비판을 받았다.

## 개인 생활
앨런 조이스는 자신의 파트너와 함께 오스트레일리아 시드니 교외에 위치한 록스에서 거주하고 있는데 오스트레일리아에서 상류층으로 알려져 있다. 1999년 그는 뉴질랜드 남자와 함께 관계를 맺고 있다. 2011년 전립선 암을 제거하는 수술을 하면서 건강이 회복되었다.

## 같이 보기
- 콴타스 항공